# 古今韻會舉要
《古今韻會舉要》是完成於元朝的一本韻書。

## 內容沿革
元世祖至元29年（1292年）以前，黃公紹編過《古今韻會》（已失傳），是一部徵引典故很多，很注重訓詁的書。而後黃公紹的同鄉熊忠嫌該書注釋太繁，在元成宗大德元年（1297年）編成《古今韻會舉要》。《古今韻會舉要》参照劉淵的《壬子新刊禮部韻略》，共分107韻；和《壬子新刊禮部韻略》的106韻相比，《古今韻會舉要》多了一個“拯”韻。